# الفن الإسلامي: مرآة العالم الخفي
الفن الإسلامي: مرآة العالم الخفي هو فيلم وثائقي أمريكي من إنتاج بي بي إس يسلط الضوء على تنوع واختلاف الفن الإسلامي. ويناقش الفيلم الثقافة الإسلامية ودورها في صعود الحضارة العالمية عبر القرون. أنتجه في عام 2011 أليكس كرونيمر [الإنجليزية] ومايكل وولف من مؤسسة الوحدة للإنتاج (Unity Productions).
أقيم العرض العالمي الأول للفيلم في مركز كينيدي [الإنجليزية] في واشنطن العاصمة في الأول من كانون الأول 2011. وبُث على مستوى البلاد في 6 تموز 2012 على قناة بي بي إس، بوصفه جزءًا من برنامج مهرجان الفنون الصيفي.
عُرض الفيلم في مهرجان مينيسوتا السينمائي وفي مهرجان الفيلم العربي في سان فرانسيسكو. وقد حصل على جائزة التميز من مسابقة أكولاد العالمية للأفلام في عام 2013. وحصل على جائزة أفضل فيلم تعليمي في مهرجان الأفلام العائلية الدولي.
أُنتج الفيلم بصيغة قرص رقمي (دي في دي)، وهو موجود ضمن مجموعة حوالي 500 مكتبة حول العالم.

## المُحتوى
يعرض معرض الفن الإسلامي: مرآة العالم الخفي للجمهور تسع دول (مصر، فلسطين، سوريا، تونس، تركيا، إيران، إسبانيا ومالي والهند) وأكثر من 1400 عام من التاريخ. ويعرض القصص وراء العديد من الأعمال المعروفة في الفن والعمارة الإسلامية.
تروي الفيلم سوزان ساراندون، ويطلع جمهوره على الفن الإسلامي، من القصور المزخرفة والمساجد إلى الخزف والصناديق المنحوتة واللوحات والأعمال المعدنية. يقارن بين التراث الفني للغرب والشرق. يتناول الفيلم أيضًا الخط الإسلامي واستخدام الماء كشكل فني.

### الشخصيات
ومن بين الشخصيات في الفيلم:
- محمد الأسد - مهندس معماري ومؤرخ معماري أردني، والمدير المؤسس لمركز دراسات البيئة المبنية في عمان
- شيلا س. بلير [الإنجليزية] - نورما جين كالدروود، الرئيسة المشاركة للفن الإسلامي والآسيوي، كلية بوسطن
- جوناثان م. بلوم [الإنجليزية] - نورما جين كالدروود، الرئيس المشارك للفن الإسلامي والآسيوي، كلية بوسطن
- أفشان بخاري – أستاذ مساعد في تاريخ الفن، جامعة سوفولك [الإنجليزية]
- أوليج غرابار (1929–2011) – مؤرخ فني وعالم آثار.
- ربى كنعان - متخصصة في الفن الإسلامي، والتاريخ الحضري للمجتمعات الإسلامية ما قبل الحداثة، والتفاعل بين الفن والقانون في السياقات الإسلامية
- إيمي لاندو - أمينة مشاركة للفن الإسلامي والمخطوطات في متحف والترز للفنون
- رودريك جيه ماكنتوش - أستاذ الأنثروبولوجيا في جامعة ييل
- د. فيرتشايلد روجلز [الإنجليزية] - أستاذ هندسة المناظر الطبيعية في جامعة إلينوي في أوربانا شامبين والمدير المشارك للتعاون في مجال التراث الثقافي وممارسات المتاحف في إلينوي.
- غاري فيكان - مدير متحف والترز للفنون
- كيلد فون فولساش - مدير مجموعة ديفيد في كوبنهاغن
- محمد زكريا – مسلم اعتنق الإسلام وخطاط عربي ماهر[12]

## طالع أيضًا
- قائمة الأفلام الإسلامية
- العمارة الإسلامية

## روابط خارجية
- الموقع الرسمي
- مؤسسة الوحدة للإنتاج
- "مؤسسة الوحدة للإنتاج". neh.gov. مؤرشف من الأصل في 2015-01-13. اطلع عليه بتاريخ 2014-07-23.
- "مؤسسة الوحدة للإنتاج قناة بي بي إس". pbs.org. مؤرشف من الأصل في 2012-07-05.